# 鹿児島県道481号今別府牧園線
鹿児島県道481号今別府牧園線（かごしまけんどう481ごう いまべっぷまきぞのせん）は、鹿児島県霧島市を通る一般県道である。

## 概要

### 路線データ
- 起点：鹿児島県霧島市溝辺町三縄（鹿児島県道55号栗野加治木線交点）
- 終点：鹿児島県霧島市横川町下ノ（鹿児島県道445号紫尾田牧園線交点）

## 地理

### 通過する自治体
- 霧島市

### 交差する道路
| 交差する道路                | 交差する場所 | 交差する場所 |
| --------------------------- | ------------ | ------------ |
| 鹿児島県道55号栗野加治木線  | 溝辺町三縄   | 起点         |
| 鹿児島県道445号紫尾田牧園線 | 横川町下ノ   | 終点         |

### 沿線
- E3 九州自動車道 溝辺PA